# Orde van Verdienste (Hongarije)
Op 14 juni 1922 heeft Admiraal Miklós Horthy, regent van het Koninkrijk Hongarije een Orde van Verdienste die in het Hongaars "Magyar Érdemrend, Signum Laudis polgári" oftewel "Het Hongaarse Kruis van Verdienste" heet ingesteld. De orde had vier graden. In de naam komt de beroemde medaille van de teloorgegane dubbelmonarchie, het "Signum Laudis" voor. Aan het Kruis van Verdienste waren ook een zilveren en een bronzen Medaille van Verdienste verbonden.
- Grootkruis van het Kruis van Verdienste, deze graad werd 26 maal toegekend.
- Kruis van Verdienste der Ie Klasse, deze graad werd 401 maal toegekend.
- Kruis van Verdienste der IIe Klasse met Ster, deze graad werd 369 maal toegekend.
- Kruis van Verdienste der IIe Klasse, deze graad werd 818 maal toegekend.
- Kruis van Verdienste der IIIe Klasse, deze graad werd 775 maal toegekend.
- Kruis van Verdienste der IVe Klasse, deze graad werd 487 maal toegekend.
- Kruis van Verdienste der Ve Klasse, deze graad werd 522 maal toegekend[1].

Hongarije bleek grote behoefte te hebben aan hoge onderscheidingen met grootlinten, sterren en om de hals gedragen kruisen. Het aantal ridders was relatief gering. In de Balkan kon men in deze periode van "operettestaten" spreken en tal van diplomaten, militairen en hoogwaardigheidsbekleders in binnen-en buitenland verwachten geregeld hoge onderscheidingen.
In 1935 werd de onderscheiding omgedoopt in "Hongaarse Orde van Verdienste". Behalve de twee medailles kwamen er nu ook kruisen van verdienste in brons, zilver en goud. De kruisen en medailles werden in 1939 weer afgeschaft.
- Grootkruis van de Hongaarse Orde van Verdienste, deze graad werd 13 maal toegekend.
- Hongaarse Orde van Verdienste der Ie Klasse, deze graad werd 168 maal toegekend.
- Commandeurskruis met Ster van de Hongaarse Orde van Verdienste, deze graad werd 247 maal toegekend.
- Commandeurskruis van de Hongaarse Orde van Verdienste, deze graad werd 584 maal toegekend.
- Officierskruis van de Hongaarse Orde van Verdienste, deze graad werd 529 maal toegekend.
- Ridderkruis van de Hongaarse Orde van Verdienste, deze graad werd 535 maal toegekend[1].

Het kruis van Verdienste der Ve Klasse verviel en hiervoor kwam geen nieuwe graad in de plaats.
- Hongaars Gouden Kruis van Verdienste.
- Hongaars Zilveren Kruis van Verdienste.
- Hongaars Bronzen Kruis van Verdienste.
- Hongaarse Zilveren Medaille van Verdienste.
- Hongaarse Bronzen Medaille van Verdienste[2].

In 1939 werd de orde hervormd, een oorlogslint een keten en een bijzonder grootkruis werden ingevoerd. De orde had nu twaalf graden.
- De Keten van de Hongaarse Orde van Verdienste.

Admiraal Horthy droeg deze keten. Er was geen oorlogslint aan verbonden maar het kleinood dat aan de keten werd gehangen kon "met de zwaarden" en "met de zwaarden en oorlogsdecoratie" worden verleend.
- Het Grootkruis met de Heilige Kroon van de Hongaarse Orde van Verdienste, deze graad werd 6 maal aan het vredeslint en 26 maal aan het rode oorlogslint met de zwaarden toegekend.
- Grootkruis van de Hongaarse Orde van Verdienste, deze graad werd 4270 maal aan het vredeslint, zesmaal aan het rode oorlogslint en 21 maal aan het rode oorlogslint met de zwaarden toegekend.
- Commandeurskruis met Ster van de Hongaarse Orde van Verdienste, deze graad werd 470 maal aan het vredeslint, eenentwintig maal aan het oorlogslint en 46 maal aan het rode oorlogslint met de zwaarden toegekend.
- Commandeurskruis van de Hongaarse Orde van Verdienste, deze graad werd 983 maal aan het vredeslint, eenentwintig maal aan het oorlogslint en 46 maal aan het rode oorlogslint met de zwaarden toegekend.
- Officierskruis van de Hongaarse Orde van Verdienste, deze graad werd 1093 maal aan het vredeslint, veertig maal aan het oorlogslint en 262 maal aan het rode oorlogslint met de zwaarden toegekend.
- Ridderkruis van de Hongaarse Orde van Verdienste, deze graad werd 1093 maal aan het vredeslint, tweehonderdentien maal aan het oorlogslint en 1574 maal aan het rode oorlogslint met de zwaarden toegekend.

.
Het kruis van Verdienste der Ve Klasse verviel en hiervoor kwam geen nieuwe graad in de plaats.
- Hongaars Gouden Kruis van Verdienste.
- Hongaars Zilveren Kruis van Verdienste.
- Hongaars Bronzen Kruis van Verdienste.
- Hongaarse Zilveren Medaille van Verdienste.
- Hongaarse Bronzen Medaille van Verdienste[2]. De kruisen en medailles werden wel aan het oorlogslint maar niet met zwaarden toegekend. Het aantal civiele verleningen na 1939 is onbekend maar er werden 19 gouden, 85 zilveren en 936 bronzen kruisen aan het oorlogslint toegekend. Het aantal zilveren medailles is met 367 stuks laag maar er werden 3333 bronzen medailles aan het oorlogslint toegekend.

## De versierselen
Er zijn, afgezien van de zilveren en bronzen kruisen van verdienste, vijf uitvoeringen van het kruis van de orde bekend. Een civiel kruis, een kruis "met de zwaarden", een kruis met zwaarden en oorlogsdecoratie en een kruis met zwaarden en oorlogsdecoratie aan het rode oorlogslint.
In de Tweede Wereldoorlog zag een grootkruis met de Heilige Kroon" het licht. Bij dit grootkruis was boven het kleinood en boven het medaillon op de ster een grote gouden stefanskroon aangebracht.
Het kleinood is een vierarmig gouden of zilveren kruis pattée met witte armen en groene randen. In het medaillon is het oude Hongaarse wapen met een patriarchaal kruis op een heuvel afgebeeld. Op de keerzijde staat "SI DEUS PRO NOBIS QUIS CONTRA NOS 1922" te lezen.
In 1929 werd een "kleine decoratie", dat is een in Hongarije, Oostenrijk en Liechtenstein gebruikelijk versiersel waarbij met een ster op het lint van een ridderkruis de graad in de orde wordt aangegeven, ingevoerd.
Er zijn meerdere sterren gebruikt, de zilveren ster van de grootkruisen was iets gedetailleerder van briljantfacetten voorzien dan de ster van de Commandeur met Ster. De sterren waren even groot. Op de sterren is het kleinood gelegd, dat kan dus in de meest uitgebreide vorm een kleinood "met de Heilige Kroon, oorlogsdecoratie en zwaarden" zijn.
De officierskruisen en kruisen der IIIe klasse zijn "Steckkreuzen" en werden zonder lint als een broche op de borst gespeld.
In 1939 werden een keten en een oorlogslint ingesteld. Het grootlint van deze orde eindigde in een rozet en niet in een strik.
De "oorlogsdecoratie" was geïnspireerd op de bescheiden oorlogsdecoraties op de kruisen van de Leopoldsorde, de Orde van de IJzeren Kroon en de Frans-Jozef Orde. Bij deze orde werd het kruis versierd met een kleine groene lauwertak onder de kroon. Omdat het ridderkruis van de Hongaarse Orde van Verdienste geen verhoging in de vorm van een kroon kende werd een kleine tak onder de gevesten van de zwaarden geplaatst. Zo kon ook het officierskruis een oorlogsdecoratie krijgen. Op de sterren is geen oorlogsdecoratie aangebracht.
Men droeg de versierselen ook als miniaturen aan een lint of aan een kleine ketting op het revers van het rokkostuums en als baton op dagelijkse tenues. Voor herenkostuums waren er knoopsgatversieringen in de vorm van strikjes, rozetten en rozetten op stukjes zilver- of goudgalon. Men liet ook kleine sterren voor in het knoopsgat van het revers vervaardigen.

## Het opheffen van de orde

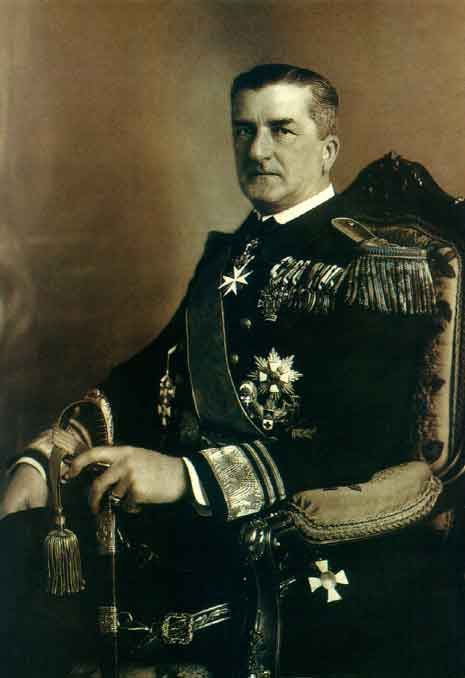
Regent Nikolaas Horthy met ster en lint van deze orde

In 1945 werd Hongarije door de Sovjet-troepen bezet. De rol van de fascisten in Hongarije was daarmee uitgespeeld. In de eerste jaren werkten de democratische partijen samen met de communistische partij, naarmate de macht van deze partij groeide werd Hongarije meer en meer een satelliet van de Sovjet-Unie en het land nam nu ook de socialistische orden naar Russisch model over.
In 1946 werd Hongarije een republiek. De oude ridderorden, waaronder de Orde van de Heilige Stefanus en de Orde van Verdienste werden afgeschaft en in Wet XXI van januari 1946 werd de orde afgeschaft en vervangen door de Orde van Verdienste van de Hongaarse Republiek of "Magyar Köztársasági Érdemrend". Op 7 december 1947 bezocht maarschalk Tito Boedapest, hij werd die dag onderscheiden met het Grootkruis in deze orde (zie de Lijst van ridderorden en onderscheidingen van maarschalk Tito) die in 1949 werd vervangen door de Orde van Verdienste van de Volksrepubliek Hongarije.
Deze orde werd in 1990 vervangen door een Orde van de Hongaarse Republiek die als een wedergeboorte van de oude orde gezien wordt. Het kruis van deze orde lijkt op het kruis van Verdienste uit 1921 en de Orde van Verdienste uit 1935. Het patriarchale kruis werd vervangen door een gekroond wapenschild en het lint is iets donkerder. Men koos ook voor een veel eenvoudiger keten.

## Gedecoreerden
| - Generalfeldmarschall Gerd von Rundstedt, (1e Klasse) - Generalfeldmarschall Ewald von Kleist, (Grootkruis) - Generalfeldmarschall Wilhelm List, (Grootcommandeur met Ster) - Großadmiral Erich Raeder, (1e Klasse) - SS-Gruppenführer en Generalleutnant in de Waffen-SS Leo Petri, (Commandeurskruis) - SS-Obergruppenführer Karl Fiehler, (1e Klasse) - SS-Obergruppenführer Wilhelm Keppler, (Commandeurskruis) - SS-Obergruppenführer Erwin Rösener, (Commandeurskruis) - Großadmiral Karl Dönitz, (Commandeurskruis) - Generaal Géza Lakatos, (Grootkruis) - SS-Brigadeführer Jürgen Wagner, (Officierskruis) - SS-Obergruppenführer Reinhard Heydrich, (Grootofficier) | - Generalfeldmarschall Erhard Milch, (Grootkruis) - Reichsleiter en SS-Obergruppenführer Martin Bormann, (1e Klasse) - Kolonel-generaal Géza Lakatos, (Grootkruis) - Kolonel-generaal Ferenc Feketehalmy-Czeydner, (Commandeur) - General der Infanterie Bodewin Keitel, (Commandeur met Ster) - SS-Brigadeführer Wilhelm Mohnke, (Ridderkruis) - SS-Gruppenführer en Generalleutnant der Polizei Willy Schmelcher - SS-Gruppenführer en Generalleutnant in de Waffen-SS Harald Turner, (1e Klasse met Zwaarden) - SS-Obergruppenführer en Generaal in de Waffen-SS en de politie Benno Martin, (Commandeur) - Korvettenkapitän Karl-Jesko von Puttkamer, (Officier) | - SS-Obergruppenführer Franz Breithaupt, (Commandeurskruis) - SS-Obergruppenführer Karl Hermann Frank, (Grootkruis) - SS-Gruppenführer en Generalleutnant der Polizei Karl Retzlaff - SS-Gruppenführer Georg Ahrens - Generalfeldmarschall Fedor von Bock, (Grootkruis met Zwaarden) - Staatssecretaris en SS-Brigadeführer Walther Hewel, (Commandeur met Ster) - Waffen-SS-Obergruppenführer en Generaal in de Waffen-SS Eugen Ranzenberger, (Commandeurskruis) - WA-SS-Oberführer der SS László Deák, (Officierskruis met Zwaarden) - SS-Oberführer Hans Lörner, (Officierskruis) | - Gouwleider Karl Gerland, (Grootofficier) - SS-Obergruppenführer en Generaal in de Waffen-SS Ernst-Robert Grawitz, (Commandeur) - SS-Obergruppenführer Rudolf Querner, (Commandeurskruis) - SS-Gruppenführer en Generalleutnant in de Waffen-SS József Grassy, (Officierskruis) - SS-Brigadeführer en Generalmajor in de Waffen-SS August Wilhelm Trabandt, (Officierskruis) |